# Grandes Escuelas

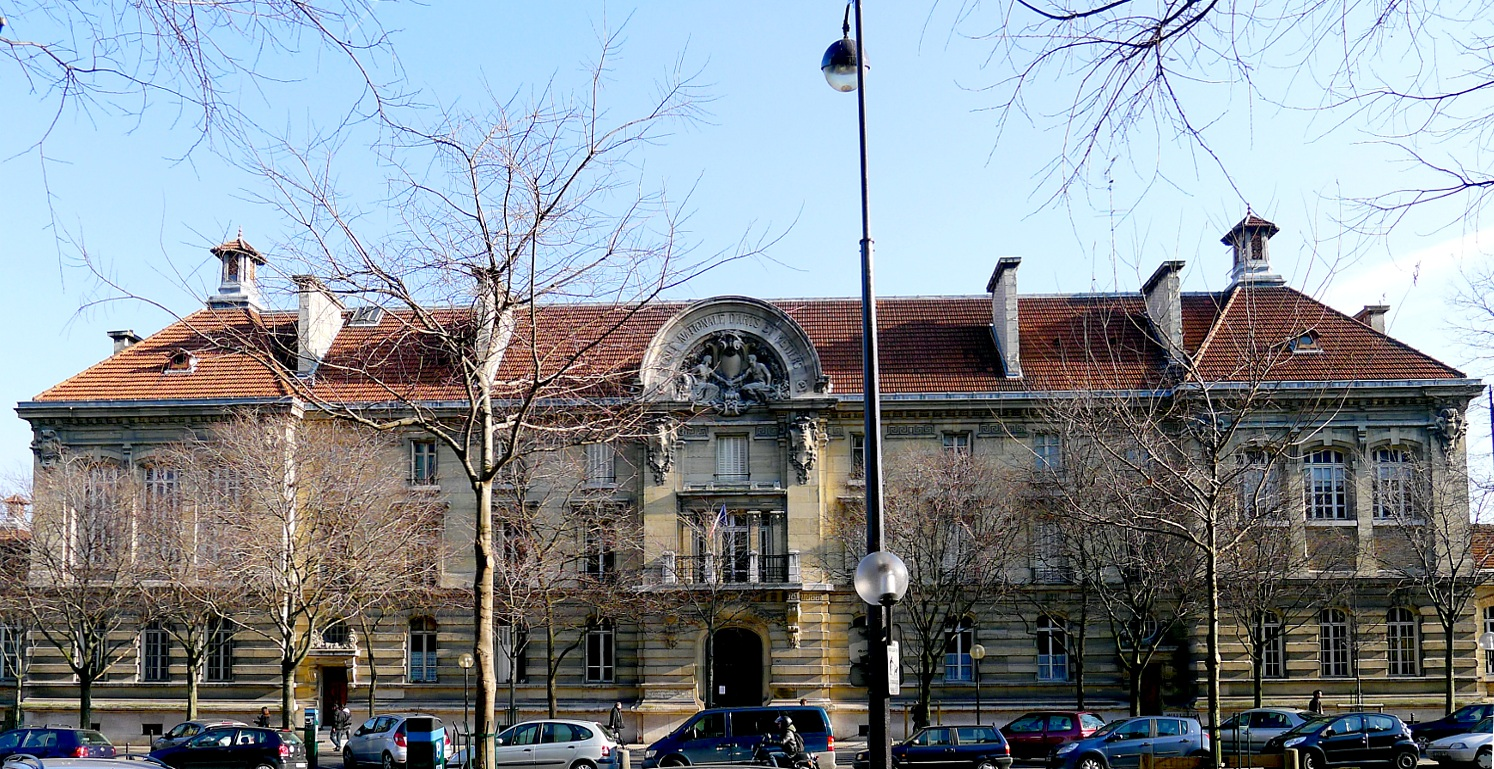
Escuela Nacional de Artes y Oficios de París.

La expresión Gran Escuela (en francés: Grande école) designa en Francia a una serie de instituciones públicas y privadas de educación superior de alto nivel, que se caracterizan por una estricta selección de los alumnos mediante un concurso, un número reducido de alumnos y una rigurosa formación de estudios tanto de grado como de posgrado. Estos establecimientos de élite están generalmente dedicados a un solo ámbito como las ciencias, la ingeniería, las letras y las ciencias humanas, la gestión y el comercio, contrariamente a las universidades que se dedican a diversos dominios.

## Historia
Desde su creación, las grandes escuelas se han dedicado a formar los altos cargos de la función pública destinados a gestionar y dirigir los principales cuerpos del Estado francés. Las Grandes Escuelas fueron creadas en 1794 bajo la Revolución francesa, y se las llamaba "escuelas centrales". Las primeras fueron:
- la Escuela Politécnica, creada por el matemático Gaspard Monge y Lazare Carnot bajo el nombre de Escuela Central de Obras Públicas, fundada en 1793.
- la Escuela Normal
- el Conservatorio Nacional de Artes y Oficios

Nuevas Grandes Escuelas fueron creadas al año siguiente, en 1795, y paulatinamente al lo largo de los siglos XIX y XX se unieron otras escuelas que ya existían antes de la Revolución, después de que se mejorara su nivel de enseñanza para superar el nivel de formación ofrecido por otras escuelas profesionales. Fue el caso, entre otras, de la Escuela Nacional de Puentes y Caminos, la más antigua, fundada en 1747, o de la École nationale supérieure d'arts et métiers (Arts et Métiers ParisTech), fundada en 1780 en calidad de escuela para los niños de militares.
En 1973 se crea la Conferencia de Grandes Escuelas con una voluntad de acreditación de la calidad impartida por sus miembros.

## En elsigloXXI
Francia presenta un sistema original de coexistencia entre las Grandes Escuelas y las Universidades. Mientras la Universidad conserva de manera exclusiva la medicina y el derecho las grandes escuelas difunden la enseñanza en los sectores de la ingeniería, del comercio, de las ciencias humanas al igual que pueden hacerlo las universidades. Las grandes escuelas mantienen sin embargo un muy alto nivel de enseñanza, que hace que la mayoría de los estudiantes que se presentan a los concursos de ingreso cursan previamente dos años de clases preparatorias o un grado universitario para alcanzar el nivel de estudios requerido.
Las grandes escuelas actuales son las siguientes:
Escuelas de ingenieros :
- Escuela Nacional Superior de Artes y Oficios (ENSAM), fundada en 1780
- École nationale d'administration (ENA)
- École normale supérieure
- École polytechnique
- CentraleSupélec
- École Centrale de Nantes
- École nationale de l'aviation civile
- Institut Supérieur de l'Aéronautique et de l'Espace
- Chimie ParisTech (ENSCP)
- École Européene de Chimie, Polymères et Matériaux  (ECPM)
- Mines ParisTech
- École des Ponts ParisTech
- ENSTA Paris
- ENSAE ParisTech
- École nationale de la statistique et de l'analyse de l'information
- École nationale supérieure d'informatique et de mathématiques appliquées de Grenoble (ENSIMAG)
- École nationale supérieure des télécommunications de Bretagne
- TELECOM ParisTech
- École spéciale militaire de Saint-Cyr
- École navale
- École de l'air
- École nationale des chartes
- École du service de santé des armées de Lyon-Bron
- École nationale de la magistrature
- Agro ParisTech
- École nationale du génie rural, des eaux et des forêts (ENGREF), école interne d'Agro ParisTech
- École nationale du génie de l'eau et de l'environnement de Strasbourg (ENGEES)
- Institut d'études politiques de Paris (Sciences Po)
- École nationale des services vétérinaires (ENSV), École interne de VetAgro Sup,
- École centrale des arts et manufactures (Centrale) .
- École supérieure des technologies industrielles avancées (ESTIA)
- École Centrale Marseille
- École Centrale Lyon
- Institut polytechnique des sciences avancées (IPSA)

Escuelas preparando a funciones empresariales:
- École des Hautes études commerciales (HEC) (Cámara de Comercio e Industria de París)
- École Supérieure de Commerce de Paris (ESCP Business School) (Cámara de Comercio e Industria de París)
- Montpellier Business School (MBS) (Cámara de Comercio e Industria de Montpellier)
- Écoles supérieure des sciences économiques et commerciales (ESSEC)
- Audencia Business School (Ex- Escuela Superior de Nantes)
- Emlyon Business School (Emlyon)
- Grenoble École de Management (Cámara de Comercio e Industria de Grenoble)
- Escuela de Estudios Superiores Comerciales del Norte (EDHEC, privada)
- IÉSEG School of Management (privada)
- School of Knowledge Economy and Management (Skema)
- NEOMA Business School
- Institut Mines-Télécom Business School
- Toulouse Business School
- Universidad Paris-Dauphine
- Sciences Po Paris
- Institut d'études politiques de Lille ( Sciences Po Lille )
- Institut d'études politiques de Lyon ( Sciences Po Lyon )
- Institut d'études politiques de Toulouse (Sciences Po Toulouse)
- Institut d'études politiques de Grenoble (Sciences Po Grenoble)

Los últimos 20 años se fueron creando escuelas de formación de élite privadas, que no son Grandes Escuelas según los criterios de calidad definidos por el estado francés, pero a las que se tolera el uso de dicha denominación.
Una asociación profesional llamada Conférence des grandes écoles (Conferencia de las grandes escuelas) reagrupa 230 escuelas superiores y promociona la idea de que una "grande école" es, ante todo, una etiqueta de calidad. Esta asociación ha creado un máster especializado, el MSC, que propone no solo a las consideradas grandes escuelas privadas sino también a las universidades. Este máster se puede cursar al cabo de cinco años de estudios superiores en gran número de especialidades (ingenierías, comercio, arte, informática, etcétera.).
Otra asociación, Club carrières grandes écoles (Club Carreras Grandes Escuelas), también llamada el G16+ o CCGE y fundada en 1982, reúne a 16 asociaciones de antiguos alumnos de Grandes Escuelas o de estudios superiores.

## Influencias en la cultura mundial y francesa
Estas escuelas, que los franceses decretan ser generalistas e interdisciplinarias, producen la mayoría de los altos funcionarios, políticos, científicos y economistas de Francia.
Un total de 60 000 másteres fue expedido por las grandes escuelas en 2013. Este número puede ser comparado con los 150 000 másteres emitidos el mismo año por la educación superior (universidad incluida).
Las más reconocidas (HEC, Ecole Polytechnique, Mines de Paris, CentraleSupélec, ESSEC, ENA, ENS) solo forman un 1% de estudiantes de los estudios superiores. Estas escuelas también se llaman las escuelas "A+", nombre utilizado en las numerosas clasificaciones. La admisión a los grandes escuelas depende de las Clases preparatorias a las grandes escuelas (CPGE).